# 何穎 (明朝)
何穎（1370年—？），字仲實，湖廣常德府武陵縣人，民籍，明朝政治人物。進士出身。

## 生平
府學生。湖廣鄉試第三十九名。建文二年（1400年）庚辰科會試第十二名，殿試登進士三甲。

## 家族
曾祖父何文彬、祖父何友善，父亲何德秀。